# André Petersson
Willy André Petersson, född 11 september 1990 i Olofström, är en svensk ishockeyspelare som spelar för HV71 i SHL.
Petersson är en offensivt präglad spelartyp som håller Mats Sundin som förebild. Liksom sin idol är han målfarlig och kan göra det oväntade med pucken.

## Spelarkarriär
Petersson har fått sin hockeyfostran i Tingsryds AIF, men 2006 togs han till HV71:s ungdomslag.
2007 spelade han TV-pucken för Småland där han totalt gjorde 17 poäng (varav 8 mål) på 8 matcher, vann poängligan och tilldelades det prestigefyllda Sven Tumbas stipendium som går till turneringens bästa forward. Samma säsong vann han också skytteligan i J18 Allsvenskan (Syd) då han gjorde 14 mål på 10 matcher. Han debuterade även i J20 SuperElit.
2008 etablerade han sig som nyckelspelare i HV71:s J20-lag, och producerade 38 poäng (16 mål, 22 assists) på 36 matcher. Som en följd av det, blev han samma år draftad i fjärde rundan av NHL-laget Ottawa Senators.
2009 ökade Petersson sin poängproduktion i J20 ytterligare, då han presterade 55 poäng (24 mål, 31 assists) på 36 matcher och sedan ytterligare 11 poäng (7 mål, 4 assists) på 7 slutspelsmatcher som ledde till JSM-silver för HV71:s del. Han fick då också debutera i HV71:s A-lag, med vilka han skrev ett A-lagskontrakt den 20 april 2009.
Petersson var med och erövrade ett brons med småkronorna i U18-VM i ishockey 2007. Samma år lyckades man även att vinna guld i Ivan Hlinkas minnesturnering. Petersson var med och spelade Junior-VM med Juniorkronorna 2009. Turneringen slutade med finalförlust mot Kanada och ett JVM-silver för Sverige. Han var även med i Juniorvärldsmästerskapet i ishockey 2010 där Sverige tog brons och Petersson vann skytteligan med åtta gjorda mål.
Den 19 juni 2025 att André Petersson återigen lämnar HV71 inför kommande säsong.

## Meriter
- U18-VM-brons 2007
- Guld i J18 Ivan Hlinkas minnesturnering 2007
- JVM-silver 2009
- JVM-brons 2010
- JSM-silver 2009
- SM-guld med HV71 2010

## Klubbar
- Tingsryds AIF (moderklubb)
- HV71 J18, J20
- HV71 2009/2010 – 2010/2011
- Ottawa Senators 2011/2012
- Binghamton Senators 2011/2012 – 2013/2014
- Norfolk Admirals 2013/2014
- Sotji Leopards 2014/2015 – 2016/2017
- Avangard Omsk 2017/2018
- Barys Astana 2018/2019
- Dynamo Moskva 2019/2020
- Lokomotiv Jaroslavl 2020/2021 – 2021/2022
- Dynamo Moskva 2021/2022
- HV71 2022/2023 –